# François Certain de Canrobert
Pour les articles homonymes, voir Canrobert.
François Marcellin Certain de Canrobert, né François Certain Canrobert, le 27 juin 1809 à Saint-Céré et mort le 28 janvier 1895 à Paris, est un maréchal de France.
Sorti de Saint-Cyr, il s'illustre lors de la conquête de l'Algérie pendant une quinzaine d'années,  puis, général de brigade en 1850, il contribue à la réussite à Paris du coup d'État du 2 décembre 1851. Promu général de division en 1853, il commande l'armée d'Orient durant une partie de la guerre de Crimée en 1854-1855. Fait maréchal de France en 1856, il commande un corps d'armée lors de la campagne d'Italie en 1859 et contribue largement à la victoire de Solférino. Au cours de la guerre de 1870, il commande de nouveau un des corps d'armée et se distingue notamment à Saint-Privat.
Après avoir été un soutien indéfectible de Napoléon III, il devient sous la Troisième République l'une des figures du parti bonapartiste et siège, de 1876 à 1894, au Sénat au sein du groupe de l'Appel au peuple.

## Biographie

### Origines familiales
François Certain de Canrobert est né dans une famille d'ancienne bourgeoisie. Il voit le jour à Saint-Céré dans le Lot, où sa maison natale subsiste et où un monument à son effigie dû à Alfred Lenoir est érigé en 1897 place de la République. Son acte de naissance ne porte pas de particule, mais deux documents délivrés postérieurement par la mairie de Saint-Céré en font état.
À sa naissance, son père, Antoine Certain Canrobert, ancien capitaine, est âgé de 55 ans. Cet officier de l'Ancien Régime a émigré en 1791 et servi à l'armée de Condé. Son demi-frère, Antoine, brillant officier issu de Saint-Cyr, a été tué par un boulet de canon à Fleurus le 16 juin 1815, en combattant pour l'Empereur Napoléon Ier.
Son grand-père, M. de Verdal, chatelain du Château de Grugnac, qui s'était battu a Fontenoy comme capitaine du régiment de Penthièvre et mort a 95 ans. François Certain ne l'aura pas beaucoup connu. Pour récompenser les services du capitaine, le Duc de Penthièvre lui avait offert une tabatière ornée de son portrait, avec mépris et sans se douter que son petit-fils allait devenir un des plus grands maréchaux de France.  
Par la sœur de son père, Marie-Louise, il est le cousin d'Adolphe et de Marcellin Marbot, devenus respectivement maréchal de camp (général de brigade) et lieutenant général (général de division) sous la monarchie de Juillet.

### Carrière militaire
Âgé de 17 ans, Canrobert entre le 19 novembre 1826 à l’École royale spéciale militaire de Saint-Cyr où il est nommé caporal le 18 mai 1828. À sa sortie de l’école, il intègre le 47e régiment d’infanterie de ligne (RIL), avec le grade de sous-lieutenant à compter du 1er octobre. Il y sert jusqu’en 1840 et y est promu lieutenant le 20 juin 1832.

#### Conquête de l'Algérie

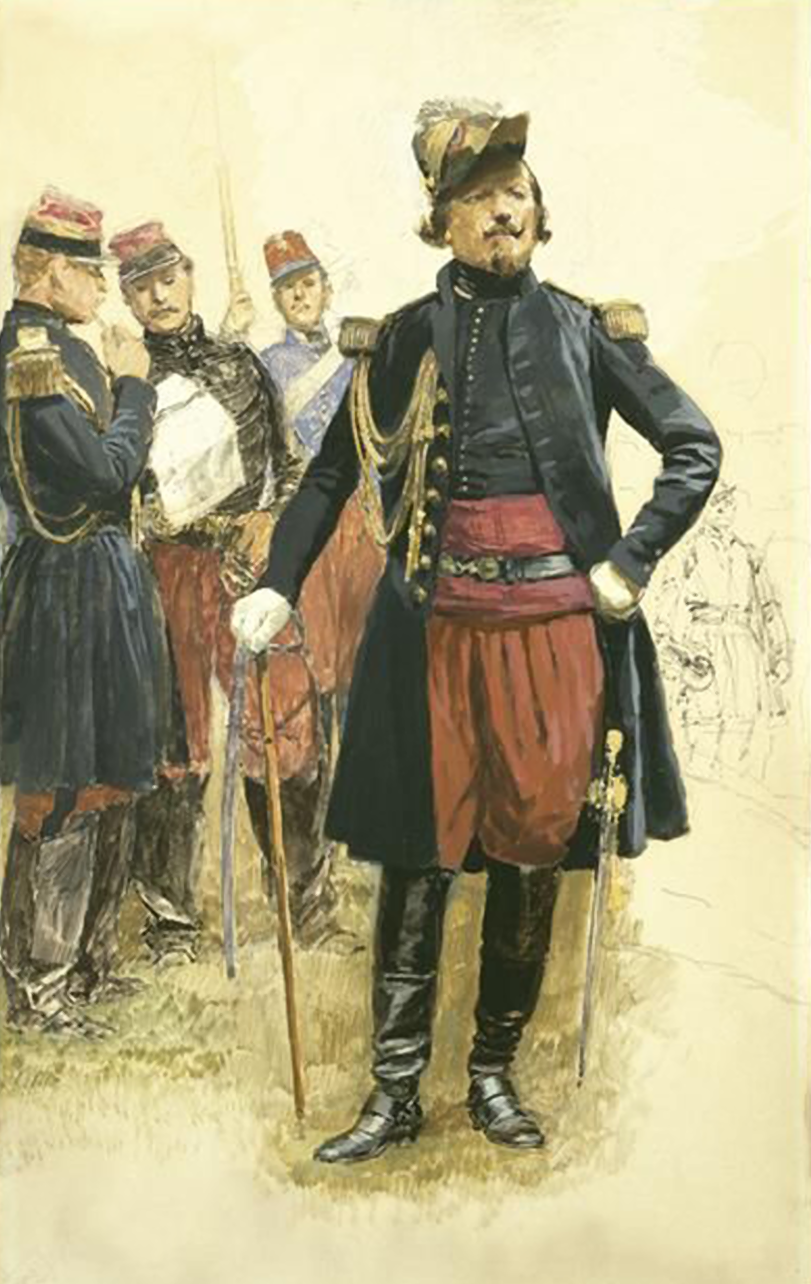
François Certain Canrobert.

En 1835, il arrive avec son unité en Algérie où il combat sur les bords de l’oued Sig et de l’Habra. En 1836, il est aux combats de Dar el Achen, de la Tafna, à Sidi Yacoub, à La Silal et à Bet el Laham.
Il est nommé lieutenant adjudant major, le 28 septembre 1836. Le 26 avril 1837, il est promu capitaine et occupe les fonctions de capitaine adjudant major. Il prend part, au combat de Medjeoly-Amar et au siège de Constantine où, adjoint au colonel Combes, il est blessé et, à 27 ans, gagne la croix de chevalier de la Légion d'honneur.
Il est versé au 6e bataillon de chasseurs à pied, le 17 octobre 1840. Il est au col de la Mouzaïa. L'année suivante, il participe aux combats de Nador, de Moursia et affronte les Flittas. Nommé chef de bataillon le 22 mai 1842, il rejoint le 13e régiment d’infanterie légère. Le 16 octobre, il passe au 5e bataillon de chasseurs d’Orléans, où il gagne la croix d’officier de la Légion d’honneur en s’illustrant aux combats de Gontas, Baal, Tadjena, Sidi-Brahim, puis près de l’oued Lemig, au combat de l’Isly et à Riou.
Promu lieutenant-colonel, le 26 octobre 1845, il est muté au 16e RIL. L’année d’après, il rejoint le 64e RIL, le 4 septembre. Le 8 juin 1847, il est au 2e RIL et commande la subdivision de Batna.

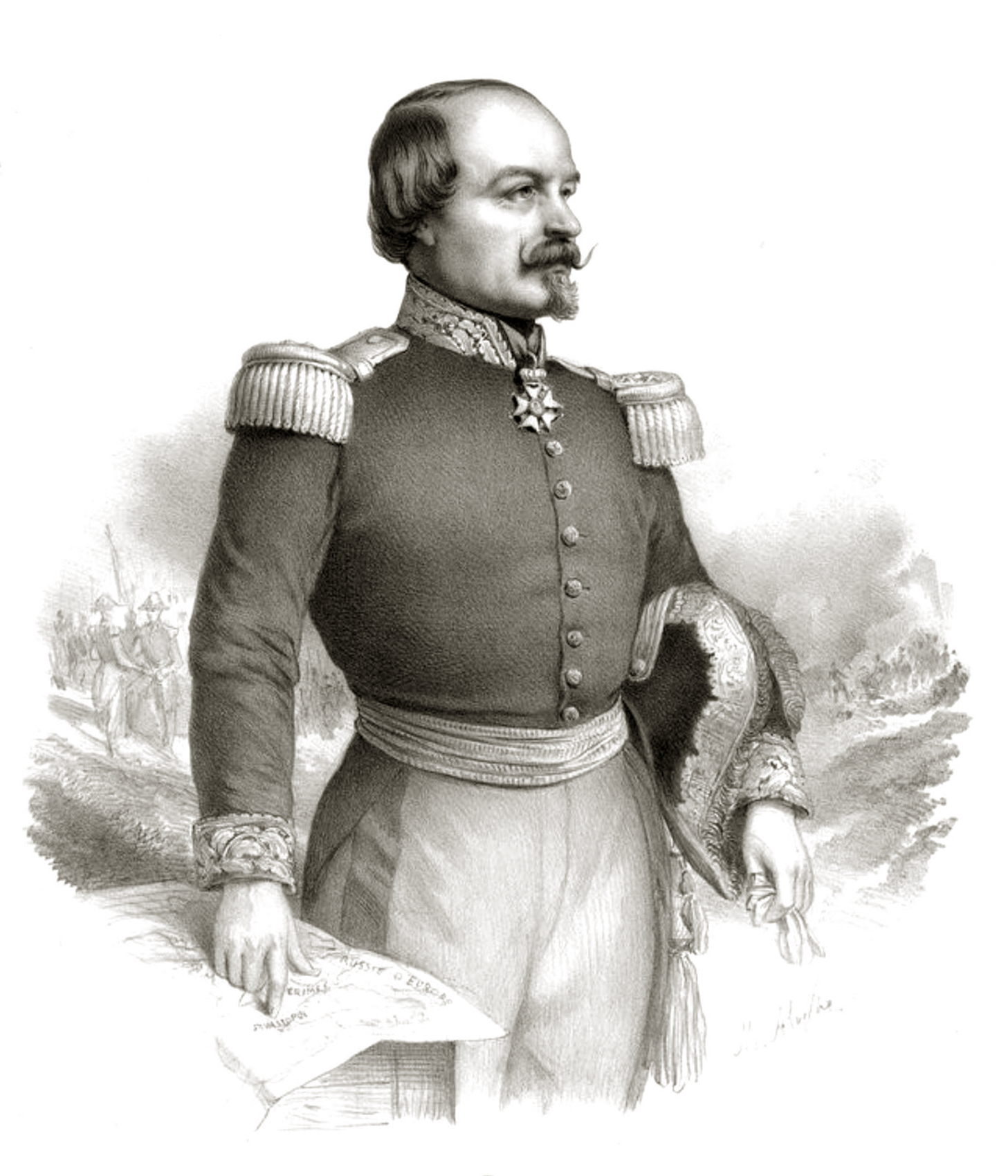
François Certain Canrobert décoré de la Légion d’honneur.

Promu au grade de colonel, le 8 novembre, il est versé au 3e régiment d’infanterie légère qu’il quitte le 31 mars 1848 pour prendre les fonctions de chef de corps du 2e régiment étranger, tout en gardant la subdivision de Batna. Avec cette unité, il prend le bey Ahmed.
En juin, il permute avec le colonel de Cariés de Senilhes et prend le commandement du 3e régiment de zouaves et de la subdivision d’Aumale. En 1849, il est à Beni Mélikech, Sameur, Al Amri. Puis, il commande l'assaut lors de la prise de Zaatcha (le 26 novembre 1849), lieu de combats particulièrement sanglants et y soumet les insurgés. Il y gagne la cravate de la Légion d’honneur le 10 décembre. C'est à la suite de ce combat qu'il acquiert sa renommée en France.

#### Le général du Second Empire
Rappelé en France par le prince-président Louis-Napoléon Bonaparte, il est nommé maréchal de camp (général de brigade) à compter du 12 janvier 1850. Il est nommé commandant de la brigade d’infanterie de la 1re division de Paris, le 8 mars 1850, puis commandement de la 3e brigade, le 9 février 1851 et contribue à la réussite à Paris du coup d'État du 2 décembre 1851. Dans l’après-midi du 4 décembre 1851, sur les boulevards Montmartre et Poissonnière, les soldats de la division commandée par Canrobert côtoient une foule où se mêlent curieux et manifestants,. Dans une certaine confusion, les soldats ouvrent le feu. Le carnage fait entre une centaine et 300 morts dont des femmes et des enfants ainsi que des centaines de blessés,,, mais dès le 4 décembre au soir, la résistance parisienne au coup d’État est écrasée. Le bilan de ces journées parisiennes est de 300 à 400 personnes tuées sans compter les soldats. Si on compte 2/3 d'ouvriers parmi les tués, on y trouve aussi de nombreux innocents et curieux, victimes de la division Canrobert sur les grands boulevards.
Dans toute la France, 26 884 personnes sont arrêtées, essentiellement dans le Sud-Est, le Sud-Ouest et quelques départements du Centre. Environ 21 000 d'entre elles sont condamnées par des commissions mixtes (composées dans chaque département du préfet, d'un général et d'un magistrat) dont 9 530 à la déportation en Algérie et 239 autres au bagne de Cayenne. Toutefois, les mesures de répression prononcées par les 82 commissions mixtes inquiètent le président Louis-Napoléon Bonaparte qui délègue en mission extraordinaire les généraux Canrobert, Espinasse et le conseiller d'État Quentin Bauchart, afin de réviser les décisions prises et préparer des mesures de grâce. Si Espinasse et Canrobert, chargés du Sud-Ouest et du Languedoc, font preuve de peu d'indulgence envers les condamnés avec un petit millier de grâces accordées, le conseiller d'État Quentin-Bauchart, chargé du Sud-Est, accorde 3 400 grâces alors que Louis-Napoléon Bonaparte use également de son côté largement de son droit de grâce.
Canrobert cumule par la suite sa fonction avec l’emploi d’aide de camp du prince–président, puis de l’Empereur. Promu général de division, le 14 janvier 1853, il commande la division d’infanterie au camp d’Helfaut-Saint Omer, à partir du 27 avril. En mai, il devient inspecteur général du 5e arrondissement de l’infanterie pour l’année 1853 avant d’être nommé à la division d’infanterie de l’armée d’Orient, le 23 février 1854.

#### Guerre de Crimée
Général de division, il participe ensuite à la guerre de Crimée et assume le commandement en chef après le maréchal de Saint-Arnaud à partir de fin septembre 1854. Il prend part aux combats de la Dobrudja et à la bataille de l'Alma, où il est légèrement blessé. Il est élevé à la dignité de grand officier de la Légion d’honneur, le 1er octobre. Présent à Balaklava et à Inkerman, il est blessé au cours de cette dernière bataille, le 5 novembre 1854. Il est alors promu grand-croix de la Légion d’honneur. Le 13 janvier 1855, il reçoit la médaille militaire.
Jugé trop timoré, il est relevé par le général Pélissier en mai 1855. Il reprend à sa demande le commandement de son ancienne division, devenue 1re division d'infanterie du 2e corps. Cette situation étant moralement difficile, Napoléon III insiste pour qu'il rentre en France. Devant plusieurs refus, il le nomme à nouveau son aide de camp et en août, lui intime l'ordre de rentrer à Paris pour occuper ses fonctions.
Ses différends avec Lord Raglan, général de l'armée britannique, l'obligent à se démettre de son commandement. Le 18 mars 1856, il est élevé à la dignité de maréchal de France.

#### Campagne d'Italie (1859)

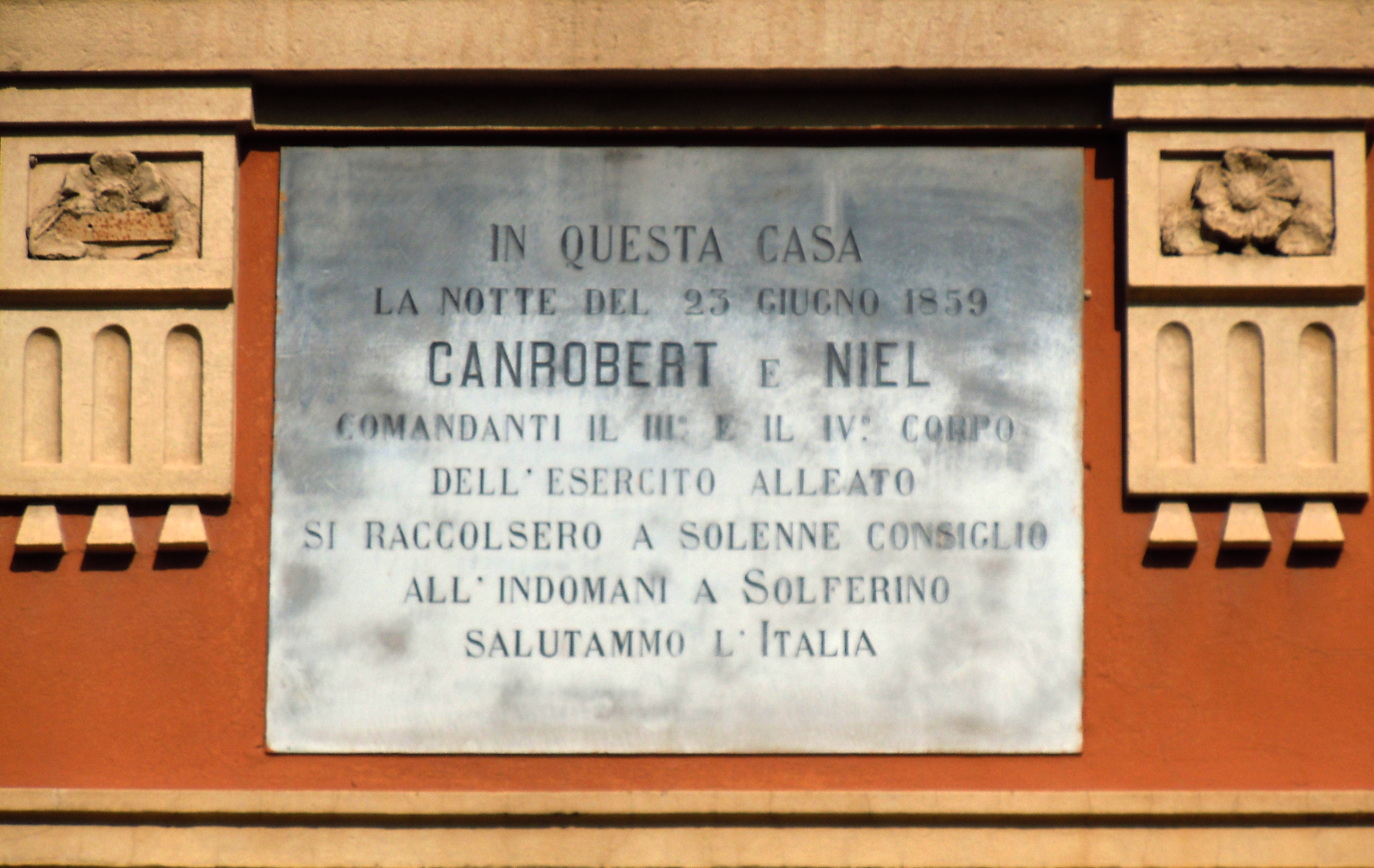
Carpenedolo, plaque à Canrobert et Niel.

En février 1858, il commande les divisions de l'Est, à Nancy, puis le camp de Châlons, à compter du 1er juin 1858. Le 22 avril 1859, il reçoit le commandement du 3e corps de l'armée des Alpes et participe à la campagne d’Italie d’avril à juillet, passe par Turin, Dorial, Balba, Magenta et Solferino. Il se distingue à la bataille de Magenta (4 juin 1859) et contribue largement à la victoire lors de la bataille de Solférino (24 juin 1859).

#### Retour en France

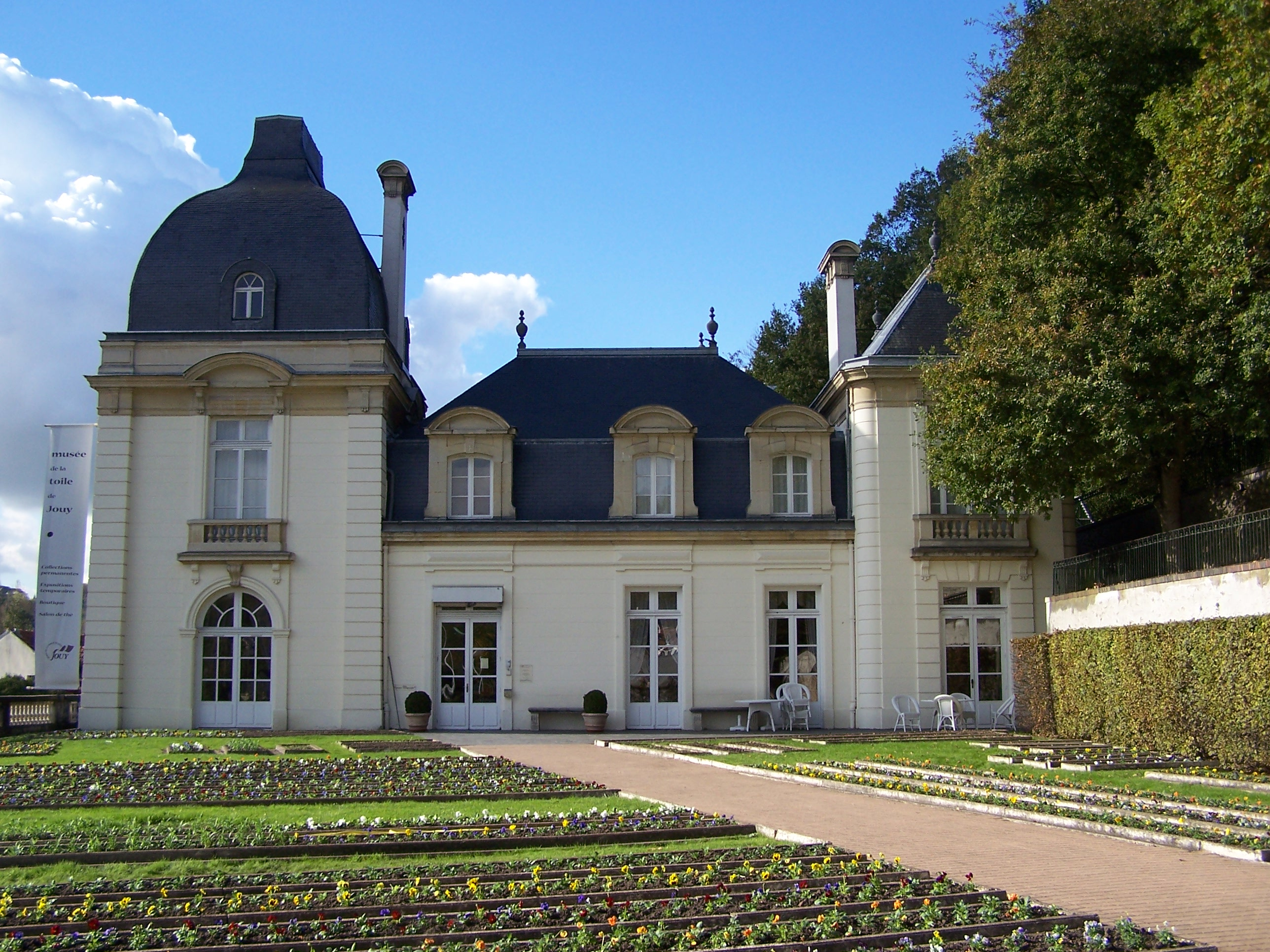
Le château de l'Églantine, bâti au milieu du XIXe siècle par le Maréchal Canrobert.

Il rejoint alors la garnison de Nancy avec son corps d’armée. Il devient commandant du 3e arrondissement militaire de Nancy, le 27 août. En 1862, il commande les troupes du camp de Châlons puis passe au commandement supérieur du 4e corps d’armée de Lyon à compter d’octobre.
Le 19 janvier 1863, il épouse à Paris Flora Leila Macdonald dont il aura trois enfants, parmi lesquels Napoléon Eugène Marcelin Alfred Certain de Canrobert, Officier de la Légion d'honneur.
Le 22 juin 1865, il commande le 1er corps d'armée et la 1re division militaire de Paris.

#### Guerre de 1870

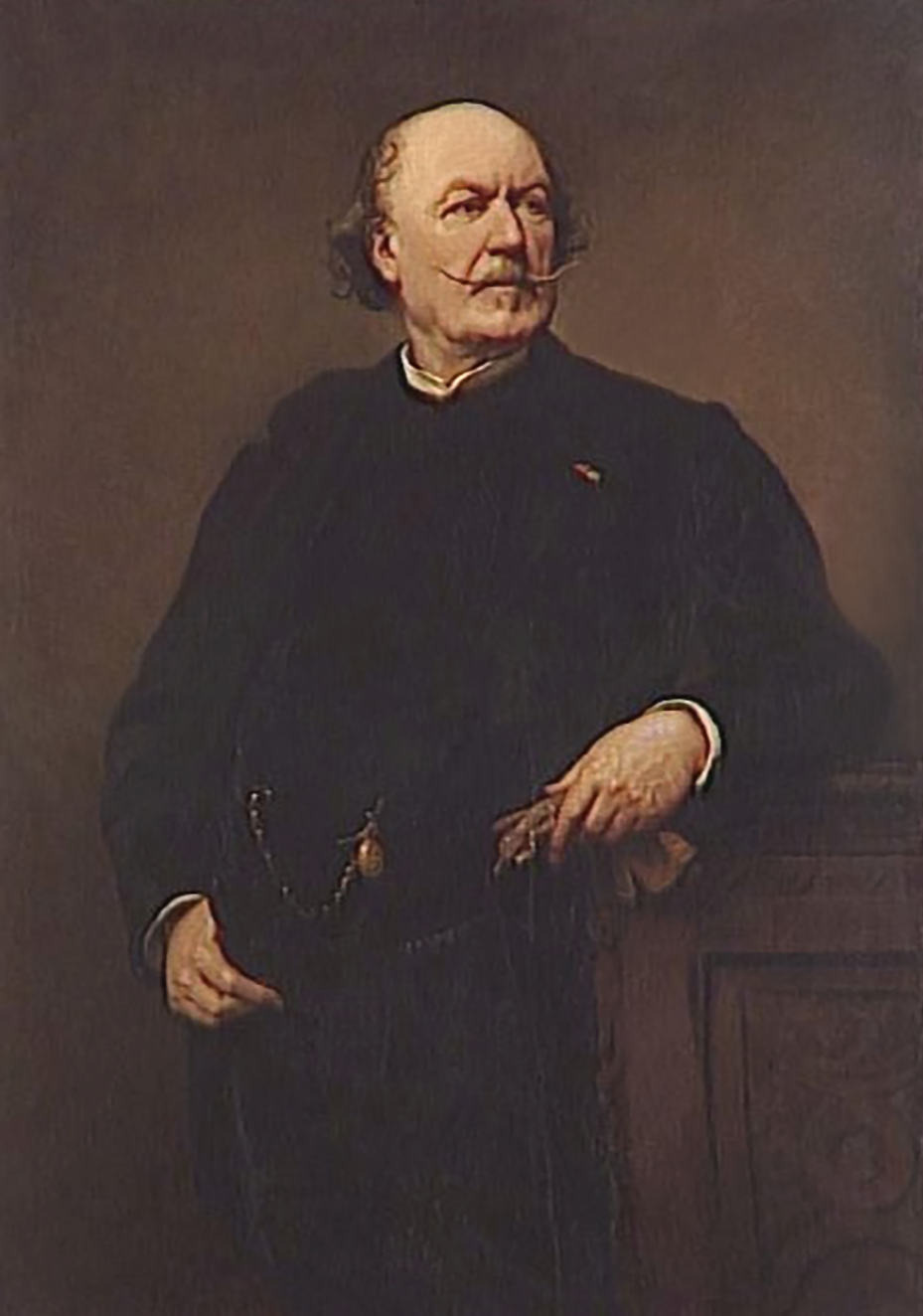
Portrait du Maréchal Canrobert, par Nélie Jacquemart (1870).

Le 12 août, il refuse de prendre le commandement de l'armée du Rhin, effrayé par les responsabilités qui en découlent, abandonne ce commandement vicié à Bazaine et devient un subordonné obéissant. Il est aux combats de Sainte-Barbe, de Noisseville et de Ladonchamps. Les 16/18 août, il commande le 6e corps d’armée du Rhin qui se distingue à Gravelotte, à Saint-Privat où il bouscule les trois corps du général von Steinmetz et décime la garde royale prussienne, mais, faute de munitions et de renforts, il abandonne sa position. Il est fait prisonnier avec le maréchal Bazaine lors de la reddition de Metz le 28 octobre 1870. Après plusieurs mois de captivité, il est libéré et regagne la France en mars 1871.

### Carrière politique

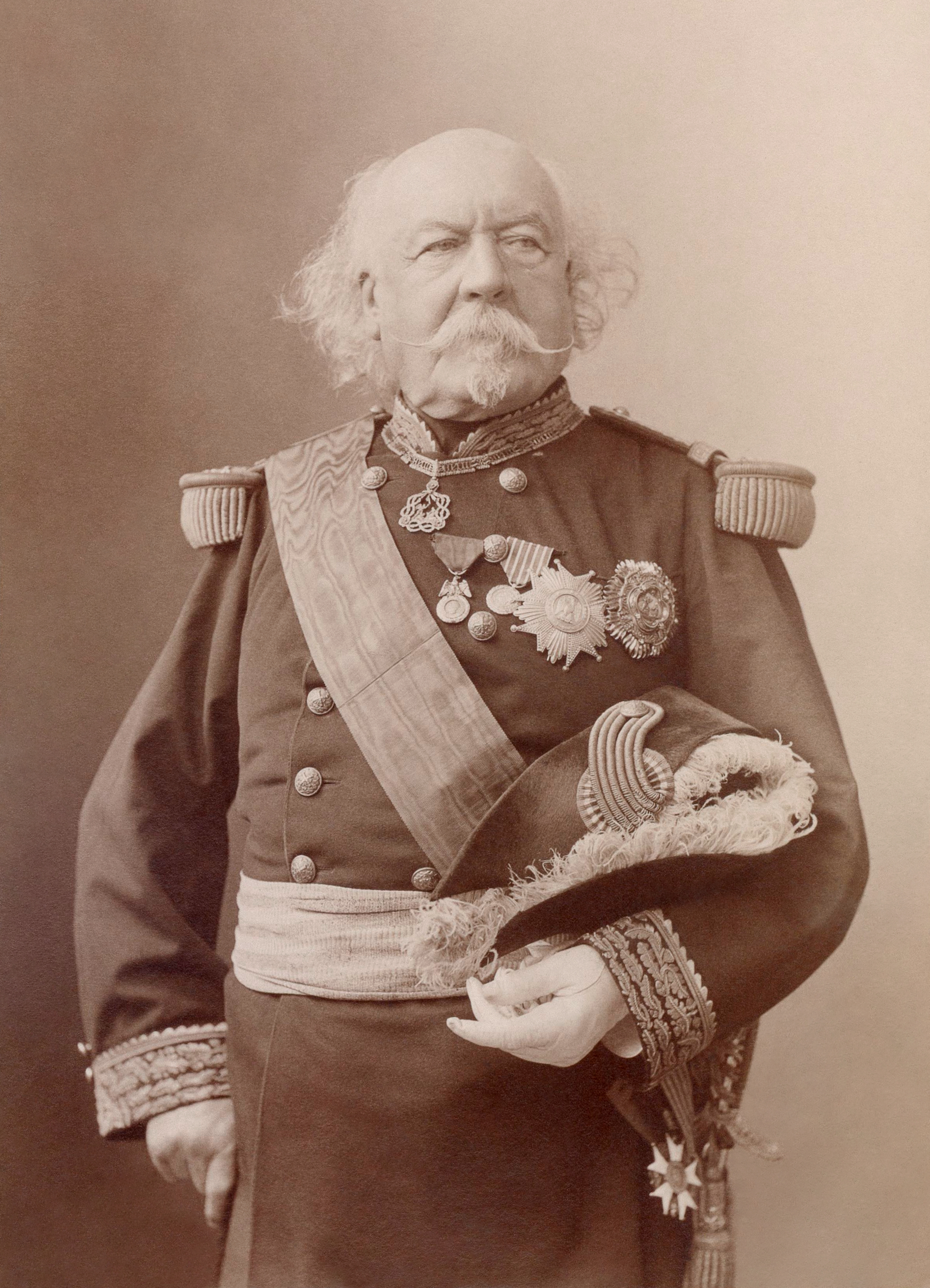
Le maréchal de France François Certain de Canrobert photographié par Nadar (1887).

Il est alors nommé président de la commission d’avancement de l’infanterie puis membre du conseil supérieur de la guerre en 1872, membre du comité de défense en 1873. Il fait une carrière politique dans le groupe de l'Appel au peuple, en étant élu sénateur du Lot en 1876 puis sénateur de la Charente en 1879, fonction qu'il occupe jusqu'en 1894. Son collègue Victor Hugo, ne sera pas tendre pour lui : « J'ai vu Canrobert au Sénat. Caboche de reître. Méchant, mais bête . »
Proche du maréchal de Mac Mahon, il vote, en juin 1877, la dissolution de la Chambre et soutint le ministère Broglie-Fourtou. En 1878, il représente le gouvernement français aux obsèques du roi Victor-Emmanuel II. Figure marquante du parti bonapartiste, sa participation aux débats politiques est par la suite essentiellement axée sur les questions militaires. Il vote cependant généralement dans le sens des conservateurs, notamment contre les projets de loi sur l'enseignement, contre la réforme judiciaire, contre l'expulsion des princes ou contre le divorce, s’abstenant sur le rétablissement du scrutin d'arrondissement ou sur le projet de loi restrictif de la liberté de la presse.

### Dernières années
Doyen des maréchaux de France de son époque, il se rend aux obsèques du maréchal de Mac-Mahon en 1893 où il est salué par l'amiral russe Avellane au nom de l'Empereur de Russie.  Il s'agit de sa dernière apparition officielle.

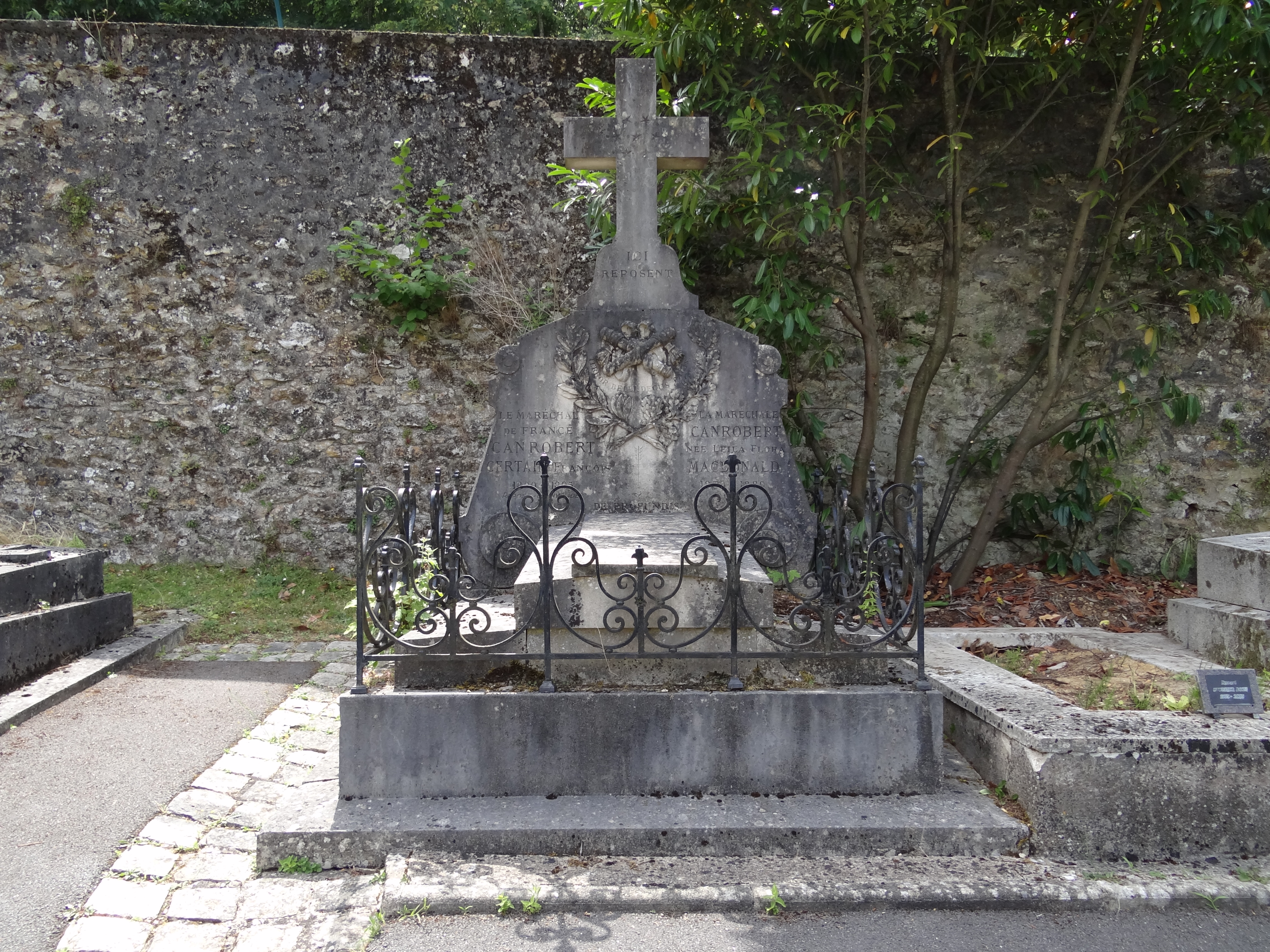
La tombe de la famille du maréchal Canrobert au cimetière de Jouy-en-Josas (Yvelines).

Il meurt à son domicile parisien, le 28 janvier 1895. Ses obsèques sont célébrées le dimanche 3 février 1895 en l'église Saint-Louis-des-Invalides où il est inhumé dans la crypte des gouverneurs. L'amiral Henri Rieunier, ministre de la Marine, est désigné pour tenir l'un des cinq cordons du char funèbre.
Au cimetière de Jouy-en-Josas, son nom est inscrit en forme de mémorial sur la tombe de la famille.
Il était propriétaire du château de l'Églantine à Jouy-en-Josas[réf. nécessaire], qui abrite depuis 1991 le musée de la toile de Jouy.

## Honneurs et postérité

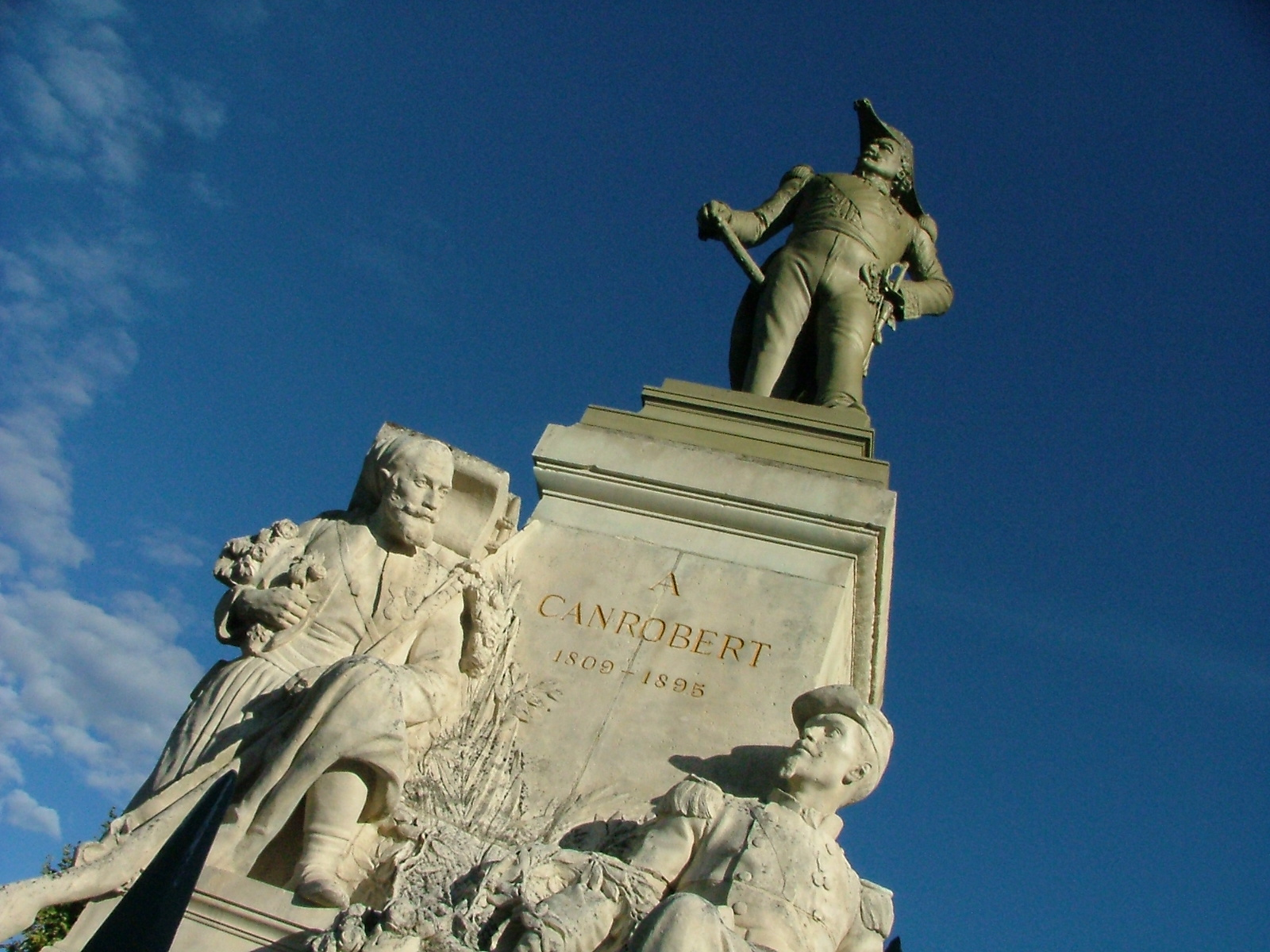
Alfred Lenoir, détail du Monument au maréchal Canrobert (1897), Saint-Céré.

Une statue le représentant est érigée dans sa ville natale de Saint-Céré sur la place de la République.
Le nom de Canrobert a été donné :
- de 1872 à 1956, au village de l'Ange-Gardien, dans le comté de Rouville, au Québec ; un rang de la municipalité commémore toujours la bataille de Magenta, où il s'est illustré ;
- à une caserne de Pontoise, puis par la suite au parc de stationnement de la gare de Pontoise et à la rue qui le dessert ;
- à la place du village de Saint-Privat-la-Montagne, près du cimetière dans lequel se déroula la bataille ;
- à une ville du département de Constantine créée en 1904, aujourd’hui Oum-El-Bouaghi ;
- à la caserne du 42e régiment de transmissions à Rastatt en Allemagne ;
- à une rue de la commune de Nœux-les-Mines (Pas-de-Calais) ;
- à une rue de la commune de Mourmelon-le-Grand (Marne) ;
- au point d’appui Canrobert / Horimont-Stellung (1912-1916), au nord du groupe fortifié Lorraine.

## Décorations

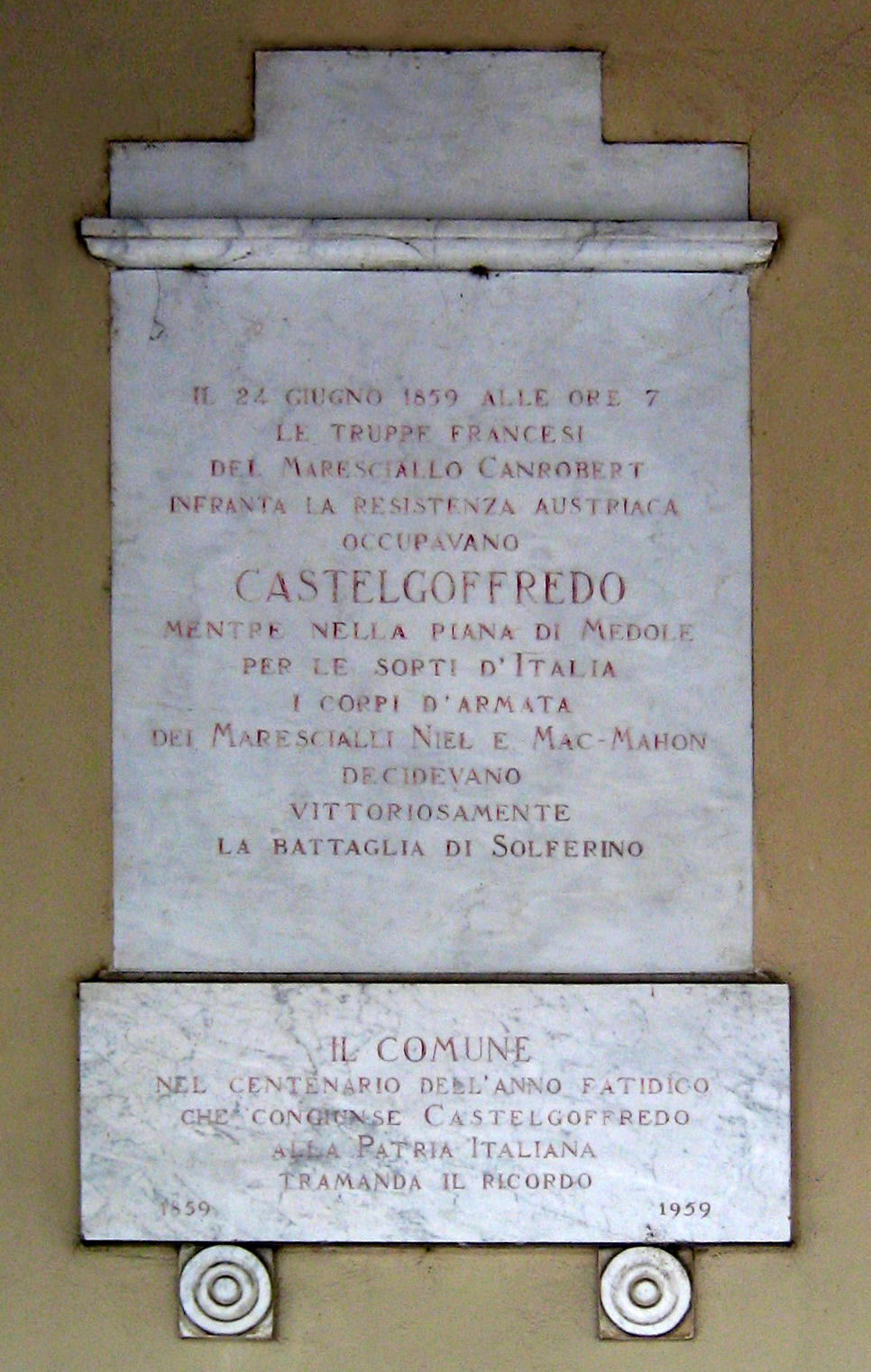
Castel Goffredo, plaque commémorative du général Canrobert.

### France
- Grand-croix de la Légion d'honneur (20 mai 1855)
- Médaille militaire (« le bijou de l'armée ») (13 janvier 1855)
- Médaille commémorative d'Italie (1859)

### Royaume-Uni de Grande-Bretagne et d'Irlande
- Chevalier Grand-croix de l'Ordre du Bain (26 avril 1854)
- Médailles commémoratives de Crimée

### Danemark
- Grand-croix de l'Ordre de l'Éléphant

### Royaume de Sardaigne
- Chevalier de l'ordre de l'Annonciade (d'après le portrait plus haut)
- Grand-croix de l’ordre militaire de Savoie (16 novembre 1857)
- Croix de la Valeur militaire de Sardaigne (1860)

### Empire ottoman
- Chevalier de 1re classe de l’Ordre du Médjidié

### Empire russe
- Chevalier de l’Ordre de Saint-André

## Armoiries
| Figure | Blasonnement                                                |
|        | « D'azur, à une main dextre ouverte et appaumée d'argent. » |

## Anecdote
Durant la guerre de Crimée, le général était toujours optimiste dans ses dépêches qu'il terminait par : « « Tout va bien, signé Canrobert » ». Cette expression est restée dans la langue française pour désigner le fait de dissimuler ou minimiser une situation grave[réf. nécessaire].
Il a été l'un des nombreux amants de la célèbre comédienne Sarah Bernhardt.

### Sources
Les papiers personnels de François Certain de Canrobert sont conservés aux Archives nationales sous la cote 595AP
- « François Certain de Canrobert », dans Adolphe Robert et Gaston Cougny, Dictionnaire des parlementaires français, Edgar Bourloton, 1889-1891 [détail de l’édition]
- « François Certain de Canrobert », dans le Dictionnaire des parlementaires français (1889-1940), sous la direction de Jean Jolly, PUF, 1960 [détail de l’édition]